# Sakabatō
Sakabatō (逆刃刀?   literalmente: «espada de filo inverso») es un tipo de katana (espada japonesa) ficticia en la serie japonesa Rurouni Kenshin de Nobuhiro Watsuki. Este es la principal arma usada por el protagonista de la historia, Himura Kenshin.
A simple vista esta espada puede parecer idéntica a una katana común, sin embargo, al usarla no causa un corte matando a la víctima, simplemente causa un golpe al adversario. La razón es que el lado curvo exterior no está afilado, al contrario de la katana común que sí lo está; sin embargo, el verdadero filo de la espada sakabatō se encuentra en el lado interior, por lo que si se usa la espada en forma letal, debe invertirse. En todo caso, Himura no usa el filo de su espada, ya que en el desarrollo de la historia ha prometido no asesinar más personas, en cambio usa un estilo especial de ataque llamado Hiten Mitsurugi Ryū.
Las réplicas de sakabatō son interesantes para algunos coleccionistas de espadas, aun cuando no hay evidencias de que estas espadas fueran usadas en la historia bélica del Japón, ni usadas por alguna escuela de kenjutsu en particular. No obstante, en octubre de 2013 se encontró una muestra intacta de una pequeña sakabatō, que fue guardada durante siglos dentro de un almacén familiar. [cita requerida] Corresponde al periodo Edo, y se estima que esto es prueba de que este tipo de espadas no solo existen en la ficción sino que son parte de la historia real del Japón. [cita requerida]
Actualmente, el sable japonés más parecido a la sakabatō es el iaitō, que es prácticamente equivalente a la katana pero sin filo, lo que lo convierte en seguro para la práctica moderna del iaidō y del battōjutsu.